# Pieśń trzyczęściowa
Pieśń trzyczęściowa, trzyczęściowa forma pieśni – mała forma muzyczna oparta na trzech okresach. 
Występuje w dwóch odmianach:
mała pieśń trzyczęściowazwykle w schemacie a  + b + c lub a  + b + a (forma da capo inaczej zwana formą repryzową ze względu na powtórzenie pierwszej części dosłowne lub z niewielkimi zmianami - wtedy trzecia część określana jest jako a1 lub a'). Części zewnętrzne są okresami, a b może być zdaniem lub okresem.
wielka pieśń trzyczęściowaskłada się z trzech części, z których każda z kilku ogniw A (np. a - b - a) + B (np. c - d) + A (wtedy znów:a - b - a). Część środkowa tzw. Trio, posiada odmienny charakter (zwykle skomponowana w pokrewnej tonacji). Trzecia część jest powtórzeniem pierwszej - wiernym (A) lub przetworzonym (A1 lub A') tworząc formę repryzową - da capo. Inna możliwa kombinacja wielkich części to: A + B + C.